# Protestantiska kyrkogården

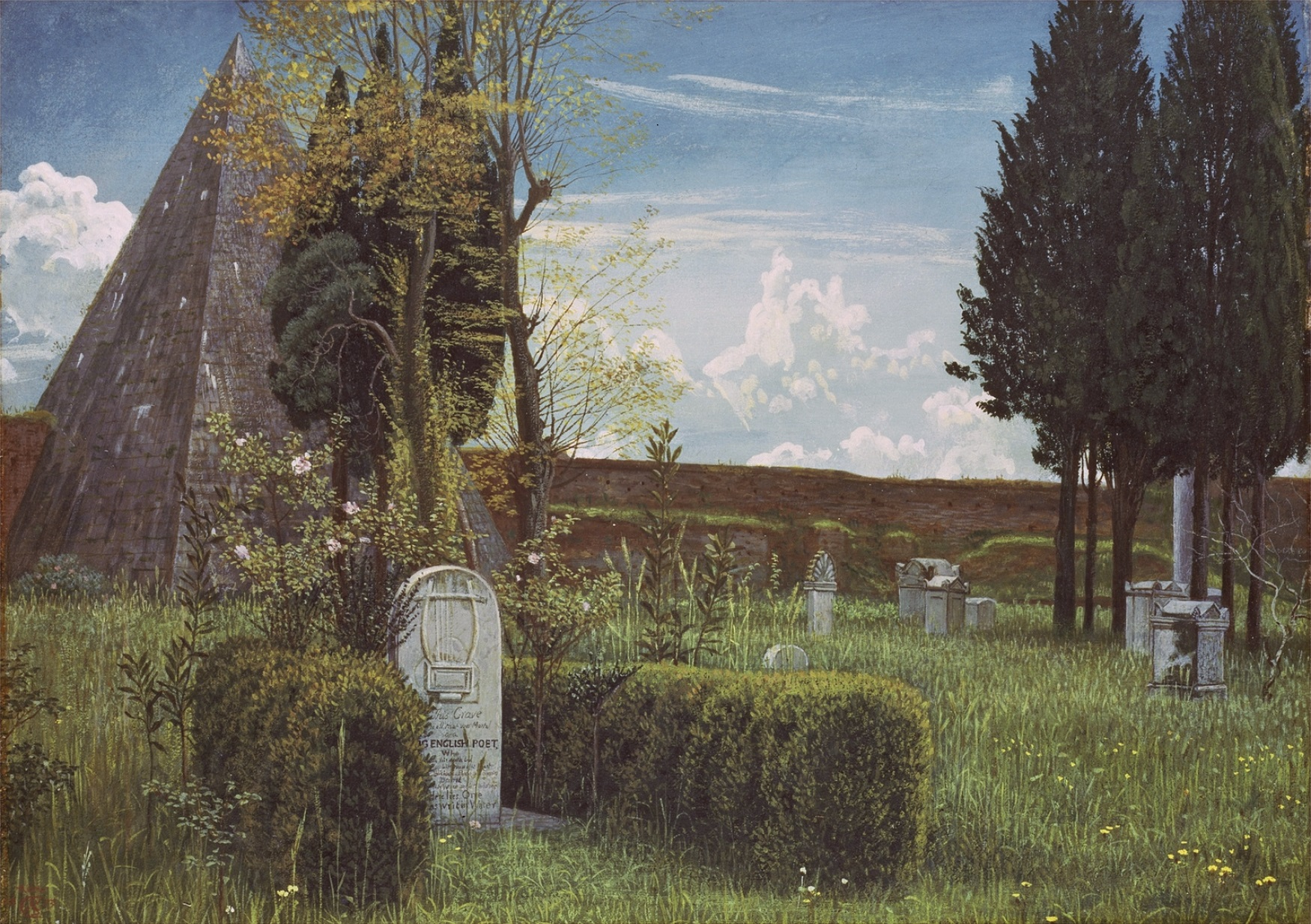
Målning av Protestantiska kyrkogården i Rom med Cestiuspyramiden i bakgrunden

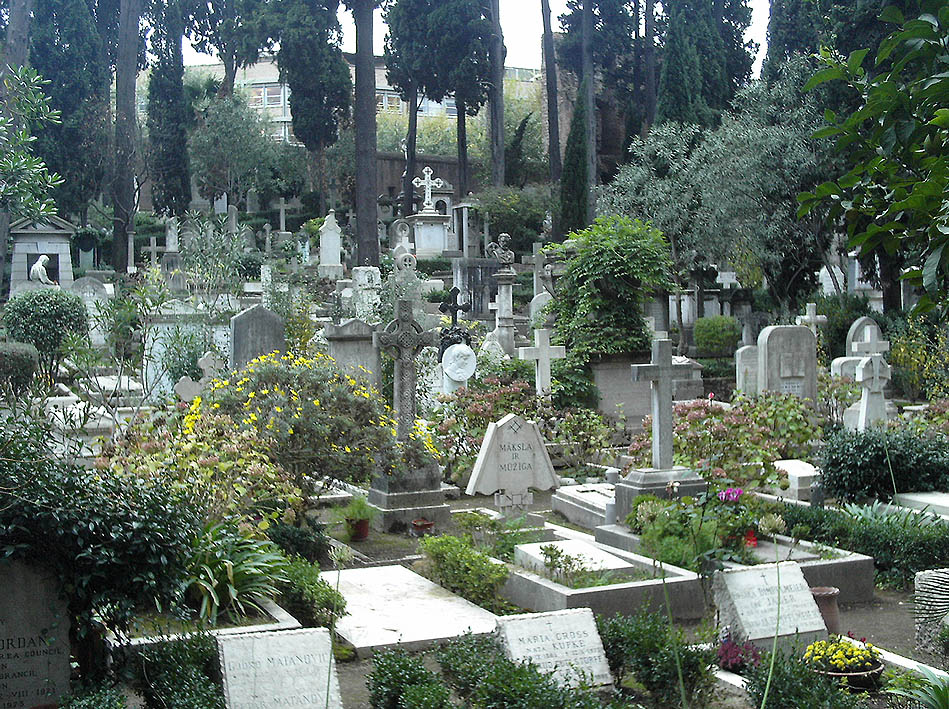
Cimitero acattolico di Roma, en begravningsplats för icke-katoliker i Rom.

Protestantiska kyrkogården, italienska Cimitero acattolico di Roma, är sedan 1700-talet – ordagrant översatt – en begravningsplats för icke-katoliker i Rom. Den kallas även Cimitero dei protestanti och Cimitero degli Inglesi, det vill säga protestantiska respektive engelska begravningsplatsen. Det finns ett kapell på platsen men ingen kyrka.

## Utformning
Begravningsplatsen ligger bredvid den förkristna Cestiuspyramiden i södra delen av Roms centrum. Platsen består av två avdelningar. Den gamla avdelningen vid Cestius pyramid tillkom på 1700-talet. Dessförinnan begravdes icke-katoliker vid Muro Torto mellan Monte Pincio och Villa Borghese. Den nya delen av griftegården tillkom längs den Aurelianska muren efter klagomål om platsbrist från de engelska och preussiska regeringarna 1822. Över huvudingången står det RESVRRECTVRIS, vilket på latin betyder ”För dem som skall uppstå”.

## Kända personers gravar
August von Goethe (1789-1830), den tyske diktarfursten Goethes kärleksbarn med Christiane Vulpius har sin grav här. De mest kända gravarna tillhör annars de engelska poeterna John Keats (1795–1821) och Percy Bysshe Shelley (1792–1822). Den senare bekände sig inte till någon trosform, inte heller till protestantism, utan var ateist. Den italienske kommunisten Antonio Gramsci (1891–1937) är begravd här liksom den svenske konstnären Jonas Åkerström (1759–1795). 
Griftegården var stängd för nya begravningar från mitten av 1900-talet, men ett undantag gjordes våren 2001, då den amerikanske beatpoeten Gregory Corso på begäran begravdes här vid foten av den beundrade kollegan Shelleys grav. Corso var katolik, men ett undantag gjordes även för detta. Ingraverat på hans liggande sten finns en dikt av Corso själv:
| Spirit is Life it flows thru the death of me endlessly like a river unafraid of becoming the sea | Ande är Liv den flyter genom min död oändligt som en flod orädd för att bli havet |

## Begravda svenskar (urval)
- Jonas Åkerström (1759–1795)
- Johan Niclas Byström (1783–1848)
- Nils Blommér (1816–1853)
- Gotthard Werner (1837–1903)
- Bernhard Lundstedt (1846–1914)
- Johan Beck-Friis (1862–1929)
- Ruth Milles (1873–1941)
- Carl Bildt (1850–1931)